# Eugen Joseph Gärtner
Eugen Joseph Gärtner (* 27. Dezember 1777 in Fulda; † 16. Mai 1859 ebenda) war ein deutscher Jurist und Mitglied der kurhessischen Ständeversammlung.

## Leben
Nach einem Studium der Rechtswissenschaften war Eugen Joseph Gärtner als Anwalt beim Obergericht Fulda tätig.
Von 1839 bis 1841 war er Mitglied des kurhessischen Landtags, gewählt aus dem Wahlbezirk Fulda-Stadt.